# Gansers syndrom
Gansers syndrom är ett psykiskt sjukdomstillstånd, utlöst av stark psykisk stress. Den sjuke förefaller oklar, ger nästan riktiga svar (t. ex. 2 + 2 = 5) och beter sig medvetet eller omedvetet som han eller hon tror att en mentalsjuk person gör. Detta tillstånd har särskilt iakttagits hos fångar och kallas därför ibland cellpsykos. Avgränsningen mot psykos och simulering är dock oklar. 

## Diagnos
Enligt DSM-IV-TR och svensk version av ICD-10, ICD-10-SE, klassificeras Gansers syndrom som en dissociativ störning. Att diagnostisera tillståndet är utmanande, inte bara på grund av att ett visst mått av oärlighet hos patienten är inblandat, utan också för att det är mycket sällsynt.
Vanligtvis när man ger fel svar, är man endast delvis avstängd, och ger intryck av att man förstått frågan. Dessutom, även om förvirring finns i avgivna svar, ger man intryck av att i övrigt förstå sin omgivning.

## Behandling
Sjukhusvistelse kan vara nödvändigt under den akuta fasen av symtomen och psykiatrisk vård om patienten är en fara för sig själv eller andra. En neurologisk konsultation rekommenderas för att utesluta eventuell organisk orsak.

## Förekomst
Sjukdomen är utomordentligt sällsynt. Medan individer med olika bakgrund har rapporterats med sjukdomen, finns det en högre andel män (75% eller mer). Medelåldern för dem som visat Gansers syndrom är 32 år och med en spridning i åldrarna 15 - 62 år. Det har även rapporterats hos barn.
Sjukdomen är tydligen vanligast hos män och fångar, men utbredning och familjära mönster har inte fastställts.